# Kunstrijden op de Olympische Winterspelen 2014 - Team
De landenwedstrijd in het kunstrijden op de schaats tijdens de Olympische Winterspelen 2014 vond plaats op 6, 8 en 9 februari in het Iceberg Schaatspaleis in Sotsji.
Dit onderdeel stond voor het eerst op het programma. Er namen tien landen aan de wedstrijd deel. Namens ieder land kwam er per kür een mannelijke en vrouwelijke solist, een paar en een ijsdanspaar in actie. In de korte en lange kür kon een andere deelnemer/ander paar in actie komen. Op deze wijze streden 74 deelnemers om de drie medailles.
De landen hadden zich gekwalificeerd op basis van de uitslagen in 2012 en 2013. Aan deze wedstrijd mochten alleen kunstschaatsers deelnemen die al voor een van de categorieën gekwalificeerd waren. Wanneer een startgerechtigd land in een van de categorieën geen kwalificatieplaats had bemachtigd, mocht dit land een solist/paar extra sturen om de lege plaats op te vullen. Van deze regel hoefden enkel Groot-Brittannië (extra solist bij de mannen) en Japan (extra paar) gebruik te maken.

## Tijdschema
| Datum      | Lokale tijd | MET   | Kür                 |
| ---------- | ----------- | ----- | ------------------- |
| 6 februari | 19:30       | 16:30 | Korte kür paren     |
| 6 februari | 19:30       | 16:30 | Korte kür mannen    |
| 8 februari | 18:30       | 15:30 | Korte kür ijsdansen |
| 8 februari | 18:30       | 15:30 | Korte kür vrouwen   |
| 8 februari | 18:30       | 15:30 | Vrije kür paren     |
| 9 februari | 19:30       | 16:30 | Vrije kür mannen    |
| 9 februari | 19:30       | 16:30 | Vrije kür ijsdansen |
| 9 februari | 19:30       | 16:30 | Vrije kür vrouwen   |

## Uitslag
M = mannen solo , V = vrouwen solo, P = paren, IJ = ijsdansen
Per categorie werd per kür punten toegekend in omgekeerde volgorde van de klassering (1e plaats 10 punten... 10e plaats 1 punt). Alleen de Top-5 landen na de korte kür kwalificeerden zich voor de lange kür.
Tussen haakjes de score.
| Rang | Land             | Punten | Deelnemers                                                                      | Korte kür  | Vrije kür   |
| ---- | ---------------- | ------ | ------------------------------------------------------------------------------- | ---------- | ----------- |
| 0    | Rusland          | 00075  | M: Jevgeni Pljoesjtsjenko                                                       | 09 (91.39) | 10 (168.20) |
| 0    | Rusland          | 00075  | V: Joelia Lipnitskaja                                                           | 10 (72.90) | 10 (141.51) |
| 0    | Rusland          | 00075  | P: Tatjana Volosozjar / Maksim Trankov P: Ksenia Stolbova / Fjodor Klimov       | 10 (83.79) | 10 (135.09) |
| 0    | Rusland          | 00075  | IJ: Jekaterina Bobrova / Dmitri Solovjov IJ: Jelena Ilinych / Nikita Katsalapov | 08 (70.27) | 08 (103.48) |
| 0    | Canada           | 00065  | M: Patrick Chan M: Kevin Reynolds                                               | 08 (89.71) | 09 (167.92) |
| 0    | Canada           | 00065  | V: Kaetlyn Osmond                                                               | 06 (62.54) | 06 (110.73) |
| 0    | Canada           | 00065  | P: Meagan Duhamel / Eric Radford P: Kirsten Moore-Towers / Dylan Moscovitch     | 09 (73.10) | 09 (129.74) |
| 0    | Canada           | 00065  | IJ: Tessa Virtue / Scott Moir                                                   | 09 (72.98) | 09 (107.56) |
| 0    | Verenigde Staten | 00060  | M: Jeremy Abbott M: Jason Brown                                                 | 04 (65.65) | 07 (153.67) |
| 0    | Verenigde Staten | 00060  | V: Ashley Wagner V: Gracie Gold                                                 | 07 (63.10) | 09 (129.38) |
| 0    | Verenigde Staten | 00060  | P: Marissa Castelli / Simon Shnapir                                             | 06 (64.25) | 07 (117.94) |
| 0    | Verenigde Staten | 00060  | IJ: Meryl Davis / Charlie White                                                 | 10 (75.98) | 10 (114.34) |
| 004  | Italië           | 00052  | M: Paul Bonifacio Parkinson                                                     | 01 (53.94) | 06 (121.23) |
| 004  | Italië           | 00052  | V: Carolina Kostner V: Valentina Marchei                                        | 09 (70.84) | 08 (112.51) |
| 004  | Italië           | 00052  | P: Stefania Berton / Ondřej Hotárek                                             | 07 (70.31) | 08 (120.82) |
| 004  | Italië           | 00052  | IJ: Anna Cappellini / Luca Lanotte IJ: Charlène Guignard / Marco Fabbri         | 06 (64.92) | 07 (81.25)  |
| 005  | Japan            | 00051  | M: Yuzuru Hanyu M: Tatsuki Machida                                              | 10 (97.98) | 08 (165.85) |
| 005  | Japan            | 00051  | V: Mao Asada V: Akiko Suzuki                                                    | 08 (64.07) | 07 (112.33) |
| 005  | Japan            | 00051  | P: Narumi Takahashi / Ryuichi Kihara                                            | 03 (46.56) | 06 (86.33)  |
| 005  | Japan            | 00051  | IJ: Cathy Reed / Chris Reed                                                     | 03 (52.00) | 06 (76.34)  |
| 006  | Frankrijk        | 00022  | M: Florent Amodio                                                               | 06 (79.93) |             |
| 006  | Frankrijk        | 00022  | V: Maé-Bérénice Méité                                                           | 05 (55.45) |             |
| 006  | Frankrijk        | 00022  | P: Vanessa James / Morgan Ciprès                                                | 04 (57.45) |             |
| 006  | Frankrijk        | 00022  | IJ: Nathalie Pechalat / Fabian Bourzat                                          | 07 (69.15) |             |
| 007  | China            | 00020  | M: Yan Han                                                                      | 07 (85.52) |             |
| 007  | China            | 00020  | V: Zhang Kexin                                                                  | 04 (54.58) |             |
| 007  | China            | 00020  | P: Peng Cheng / Zhang Hao                                                       | 08 (71.01) |             |
| 007  | China            | 00020  | IJ: Huang Xintong / Zheng Xun                                                   | 01 (47.88) |             |
| 008  | Duitsland        | 00017  | M: Peter Liebers                                                                | 05 (79.61) |             |
| 008  | Duitsland        | 00017  | V: Nathalie Weinzierl                                                           | 02 (52.16) |             |
| 008  | Duitsland        | 00017  | P: Maylin Wende / Daniel Wende                                                  | 05 (60.82) |             |
| 008  | Duitsland        | 00017  | IJ: Nelli Zhiganshina / Alexander Gazsi                                         | 05 (58.04) |             |
| 009  | Oekraïne         | 00010  | M: Yakov Godorozha                                                              | 03 (60.51) |             |
| 009  | Oekraïne         | 00010  | V: Natalia Popova                                                               | 03 (53.44) |             |
| 009  | Oekraïne         | 00010  | P: Julia Lavrentieva / Yuri Rudyk                                               | 02 (46.34) |             |
| 009  | Oekraïne         | 00010  | IJ: Siobhan Heekin-Canedy / Dmitri Dun                                          | 02 (49.19) |             |
| 010  | Groot-Brittannië | 00008  | M: Matthew Parr                                                                 | 02 (57.40) |             |
| 010  | Groot-Brittannië | 00008  | V: Jenna McCorkell                                                              | 01 (50.09) |             |
| 010  | Groot-Brittannië | 00008  | P: Stacey Kemp / David King                                                     | 01 (44.70) |             |
| 010  | Groot-Brittannië | 00008  | IJ: Penny Coomes / Nicholas Buckland                                            | 04 (52.93) |             |